# Федерико Франко
Луис Федерико Франко Гомез (шп. Luis Federico Franco Gómez; Асунсион, 24. јул 1962) је парагвајски политичар и председник Парагваја од 22. јуна 2012. године до 15. августа 2013.

## Биографија
Рођен је 1962. године у Асунсиону. Основну школу завршио је у Доминиканској Републици, а средњу школу у родном граду. Уписао је медицински факултет у Асунсиону, а 1986. дипломирао и добио звање хирурга. Од 1990. до 2003. године је радио у медицини, након чега се укључио у политику. Тада је постао члан Аутентичне радикалне либералне партије.
На председничким изборима 2008. године био је изабран за потпредседника Парагваја. Током мандата је био критичан према тадашњем председнику Фернанду Лугу.
Већина чланова Сената је Луга 21. јуна 2012. присилила на оставку, искористивши напето стање око побуне сељака беземљаша, након чега је Франко преузео функцију председника. Предвиђено је да доврши Лугов мандат до августа 2013. године. Већина влада латиноамеричких држава прогласиле су Лугов пад власти парламентарним пучем.
На општим изборима у априлу 2013. за Франковог наследника изабран је Хорасио Картес, који је преузео мандат 15. августа.
Ожењен је Емилијом Алфаро од 1982. године. Имају четворо деце.